# Estrella Acosta
Estrella Acosta (La Habana, 23 de abril de 1964) es una cantante cubana.
Vivió en Estados Unidos, México y Brasil. Sin embargo, nunca dejó de cantar las canciones populares de su tierra natal.

## Biografía
Nació en La Habana, pero creció en la casa de su abuela, en la localidad de San José de los Ramos (Los Arabos, provincia de Matanzas). Creció presenciando los guateques que su abuela armaba en su casa de San José de los Ramos. Cuando cumplió 11 años se mudó con su familia a la ciudad estadounidense de Austin (Texas).
Acosta recibió una licenciatura en antropología cultural en la Universidad de Texas en Austin. Después estudió canto, y fundó su primera banda, que tocaba una mezcla de jazz, música brasileña y música cubana. Vivió una temporada en la Ciudad de México: se la podía ver en los espacios del jazz azteca interpretando música brasileña, mexicana y cubana. Después vivió en Nueva York y Río de Janeiro, y finalmente encontró su lugar en Ámsterdam (Países Bajos), donde todavía vive.

En casa mantenemos viva la cultura cubana: hablamos español, comemos frijoles negros y arroz, y cantamos y bailamos con los discos de Celia Cruz y Beny Moré. Pero también fui influenciada por la cultura y la música afroestadounidense y brasileña, sobre todo por Billie Holiday, Elis Regina y Tom Jobim.
Estrella Acosta

Estrella Acosta ha actuado con artistas famosos como
Toninho Horta,
Handy Craig,
Edy Martínez,
Mauricio Einhorn,
Claudio Roditi,
Ramón Valle,
Jovino Santos Neto y
Jimmy Branly.
Su grupo estaba conformado por
el pianista Ramón Valle,
el trompeta Claudio Roditi,
el guitarrista Toninho Orta,
el pianista Luizao Paira,
el guitarrista Leonardo Amuedo,
el sax tenor Craig Handy,
el productor Eddy Martínez y
el baterista Jimmy Branly.
En 1996, Acosta grabó en Río de Janeiro (Brasil) su primer cedé, Navegando de La Habana a Río, con sus propias letras y tocó varios instrumentos con sus colegas músicos, entre ellos el pianista brasileño Luizão Paiva y el guitarrista uruguayo Leonardo Amuedo. Este disco recibió crítica positiva en todo el mundo.
Su segundo álbum, Alma guajira, es un homenaje a su tierra natal y a su familia de San José de los Ramos (en la provincia de Matanzas), donde pasó una gran parte de su infancia.
En este cedé combinó la música guajira (estilo tradicional cubano) con arreglos contemporáneos e interpretaciones originales. Trabajó con su grupo, conformado por los mejores músicos cubanos en Europa.
El cedé Alma Guajira (publicado en 2006 por la discográfica EStar Records), presentó 13 composiciones en las rondas de la música cubana en apegos y cruces de gradaciones guajiras: parranda, guajira son, guajira de salón, guajira, punto, guaracha/guajira, bolero y trova espirituana.
Todo el disco puede ser considerado un guateque (es decir, un baile lírico pero bullanguero en el cual la "décima" ―importada muchos años atrás de Andalucía (con escala en las Islas Canarias)― se transforma en el formato poético preferido por los habitantes improvisadores de la campiña cubana).
Piquete conformado por músicos cubanos y neerlandeses
- Pedro Luis Pardo, bajo;
- Armando Vidal: congas, bongós y percusiones;
- Liber Torriente: timbales;
- Carlos Irarragorri: guitarra acústica, tres;
- Mark Alban: flauta;
- Jorge Martínez Galán: piano;
- Joe Rivera: trompeta;
- Jan Luc van Eendenburg: maracas;
- Hernando Vanin, Beatriz Aguiar, Sandra Mirabal, Estrella Acosta: coros y voz.[2]

El disco fue nominado para un premio Edison (el equivalente a los premios Grammy en los Países Bajos).
Estrella Acosta se ha presentado en el Festival Viva Brasil (en Bruselas), el Festival de Jazz de Curazao, el Festival de Jazz Heineken, el Festival Multicultural Dunya y tres ediciones del Festival de Jazz del Mar del Norte. Ella ha trabajado en clubes de renombre como el Bimhuis (en Ámsterdam), SOB (Sounds of Brazil, en Nueva York), Ronnie Scott (en Londres), y en todos los principales lugares en los Países Bajos.
En septiembre de 2007, Estrella Acosta y su banda de gira por Estados Unidos y Canadá, donde se presentaron en el Madison World Music Festival (en Nueva York), el World Music 2007 (en Chicago), y el Small World Music Festival (en Toronto). El 6 de mayo de 2007 se presentó en el programa Free Sounds de la televisión neerlandesa, con su banda completa y también en dúo con el guitarrista y tresero cubano Carlos Irarragorri.
En junio de 2008, Estrella Acosta fue una de las estrellas presentadas en el CD Memorias de Cuba (Universal Records) del bandoneonista Carel Kraayenhof. Se presentaron en vivo en el Concertgebouw (de Ámsterdam) y en Eindhoven, con la Metropole Orchestra dirigida por Jurre Haanstra.
En octubre de 2008 realizó dos conciertos como solista: en el Alaska Native Heritage Center (en Anchorage) con el percusionista cubano Jimmy Branly, y en Bake’s Place (en Seattle) con el trío del pianista brasileño Jovino Santos Neto.
Desde 2009 realizó una gira con su proyecto Canto de Cuba, presentándose en teatros holandeses.
En 2012 se presentó en varias ciudades de Estados Unidos con el guitarrista brasileño Gabriel Santiago.
En marzo de 2013 presentó su nuevo disco, Esquina 25.
Sigue viajando con sus bandas Estrella’s Guajira, y Esquina 25.

## Músicos
En Guajira participaron los músicos:
Carlos Irarragorri,
Jorge Martínez Galán,
Pedro Luis Pardo,
Armando Vidal,
Jan Luc van Eendenburg,
Mark Alban Lotz y
Joe Rivera.
En diferentes momentos han tocado con ella
Líber Torriente,
Jesús Hernández Corona,
Maite Hontelé,
Edy Martínez,
Mick Paauwe,
Gerardo Rosales,
Elena González Pisonero,
Ray Bruinsma.
En Esquina 25 tocaron:
Mark Bischoff,
Efraín Trujillo,
Reno Steba y
Armando Vidal.
Otras bandas de Estrella Acosta han incluido a:
Eric Calmes,
Firpi Enrique,
Lucas van Merwijk,
Roël Calister,
Paul Stocker,
Juan Pablo Dobal,
Michael Moore,
Alex Coke,
Praful,
Rogerio Bicudo,
Martin van Duynhoven,
Beto Freire,
Leonardo Amuedo,
Luizao Paiva,
Jasper Blom,
David Rothschild,
Lucio García y
Arjen Gorter.
Ella también ha tocado con:
Ernestine Stoop,
Patricio Wang,
Eleonore Pameijer,
Marcel Worms,
Pablo Nahar,
Olaf Keus,
Robin van Geerke,
Marco Antonio Sánchez,
Santy Roque,
Fernando Lameirinhas,
Andre Groen,
Suzi Stern,
Rob Lockhart,
Horacio Rodríguez,
Mitch Watkins,
Aloysio Aguiar,
Alfredo Cardozo,
Craig Handy y
Ramón Valle.

## Influencias[1]
Beny Moré,
Celia Cruz,
María Teresa Vera,
Merceditas Valdés,
Cachao,
Joao Gilberto,
Milton Nascimento,
Stevie Wonder,
Elis Regina,
Toninho Horta,
Aretha Franklin,
Emiliano Salvador,
Pablo Milanés,
Ahmad Jamal,
Paco de Lucía,
Olga Guillot,
Dizzy Gillespie,
Carmen McRae,
Isaac Delgado,
Guillermo Portabales,
La India de Oriente.